# Inmigración irlandesa en Colombia
La inmigración irlandesa en Colombia ha sido muy reconocible desde la época colonial. Desde alrededor de 1819 hasta 1820, muchos irlandeses fueron enviados por primera vez a Colombia para luchar con las tropas de Simón Bolívar y hacer de Colombia un país independiente de España. Después de que Colombia se convirtió en un país independiente con la ayuda de las tropas irlandesas, varias familias irlandesas comenzaron a establecerse en Colombia como misioneros y también difundieron la fe católica.